# Charmois-devant-Bruyères
Charmois-devant-Bruyères är en kommun i departementet Vosges i regionen Grand Est (tidigare regionen Lorraine) i nordöstra Frankrike. Kommunen ligger i kantonen Bruyères som tillhör arrondissementet Épinal. År 2022 hade Charmois-devant-Bruyères 379 invånare.

## Befolkningsutveckling
Antalet invånare i kommunen Charmois-devant-Bruyères
| Referens: INSEE |